# Joguina decorata
Joguina decorata är en insektsart som först beskrevs av Navás 1930.  Joguina decorata ingår i släktet Joguina och familjen guldögonsländor. Inga underarter finns listade i Catalogue of Life.